# Sérinati
Sérinatis (ou Sérénatys) est une commune rurale malienne, située dans le département de la Guidimakan, dans le cercle de Kayes et la région de Kayes, au sud-ouest du Mali.